# Maika Yamamoto
Maika Yamamoto (山本 舞香, Yamamoto Maika), née le 13 octobre 1997 à Yonago (Japon), est une actrice japonaise

## Filmographie sélective

### Cinéma
- 2014 : Kamen Teacher (仮面ティーチャー, Kamen Tīchā?) de  Kentaro Moriya
- 2015 : Assassination Classroom (暗殺教室, Ansatsu kyōshitsu?) d'Eiichirō Hasumi
- 2016 : Assassination Classroom: Graduation (暗殺教室　卒業編, Ansatsu kyōshitsu: sotsugyō hen?) d'Eiichirō Hasumi
- 2018 : L'amour est comme après la pluie (恋は雨上がりのように, Koi wa ameagari no yō ni?) d'Akira Nagai
- 2019 : Tokyo Ghoul S (東京喰種【S?) de Kazuhiko Hiramaki et Takuya Kawasaki